# Hans Mahlich
Hans Mahlich (* 1. November 1912 als Johannes Mahlich; † 5. Juni 1986) war ein deutscher Filmproduktionsleiter bei der DEFA.

## Leben und Wirken
Über Johannes ‘Hans’ Mahlichs frühen Jahre ist derzeit nichts bekannt. Er kam am 1. Oktober 1950 zur DEFA. Zunächst wurde Mahlich als Aufnahmeleiter eingesetzt, unter anderem bei den beiden Ernst Thälmann-Filmen Ernst Thälmann – Sohn seiner Klasse und Ernst Thälmann – Führer seiner Klasse des Regisseurs Kurt Maetzig.
Seit 1956 als Produktionsleiter aktiv, leistete er seine wichtigsten Arbeiten für Maetzig und dessen Kollegen Frank Beyer. So war er an der Entstehung des ersten DEFA-Science-Fiction-Films Der schweigende Stern ebenso beteiligt wie an Beyers Liebes- und Kriegsfilm Königskinder und dessen für seinen Realismus gepriesenen KZ-Drama Nackt unter Wölfen.
1965 initiierte Mahlich mit Die Söhne der großen Bärin die beim DDR-Publikum populäre DEFA-Indianerfilmreihe, eine Reaktion auf den überwältigenden Erfolg der bundesrepublikanischen Karl-May-Verfilmungen, und machte den jugoslawischen Schauspieler Gojko Mitić zum Star. Die folgenden Indianerfilme wurden allerdings zunächst von Dorothea Hildebrandt, später auch von anderen DEFA-Produktionsleitern hergestellt.
Bereits 1959 wurde Mahlich zum Produktionschef der Künstlerischen Arbeitsgruppe (KAG) 'Roter Kreis' berufen und diente dort 1964 auch als deren kommissarischer Leiter bzw. Hauptdramaturg. In dieser Funktion war Hans Mahlich auch infolge der Beschlüsse des 11. Plenums des ZK der SED an den Zensurvorgängen rund um die DEFA-Jahresproduktion 1965/66 beteiligt. Belegt sind seine Stellungnahmen zu dem 'Plenum-Film' Jahrgang 45 Jürgen Böttchers, den Böttchers Kollege Egon Günther aufgrund vermeintlich 'antisozialistischer‘ Passagen massiv attackiert hatte. Auch Jahrgang 45 kam, wie viele andere 'Plenum-Filme', erst nach dem Niedergang der SED-Diktatur in die Kinos und erlebte seine Uraufführung acht Tage nach der Wiedervereinigung, am 11. Oktober 1990.
Mahlichs letzte Arbeiten als Produktionsleiter waren zwei DFF-Produktionen, die 1984 ausgestrahlt wurden. Am 1. September 1984 schied Mahlich aus der DDR-Staatsfirma wieder aus und ging in den Ruhestand. Seine letzte Wohnadresse war in Kleinmachnow.
Hans Mahlich war mit der Synchronregisseurin Irene Mahlich verheiratet. Der gemeinsame Sohn Holger Mahlich sowie dessen Ehefrau Micaëla Kreißler und Sohn Leonhard Mahlich sind Schauspieler und Synchronsprecher.

## Filmografie
- 1956: Schlösser und Katen
- 1956: Zwei Mütter
- 1957: Spur in die Nacht
- 1957: Fiete im Netz
- 1958: Das Lied der Matrosen
- 1958: Geschwader Fledermaus
- 1958: Im Sonderauftrag
- 1959: Das hölzerne Kälbchen
- 1959: Maibowle
- 1959: Der schweigende Stern
- 1959: Trübe Wasser (La rabouilleuse)
- 1960: Begegnung im Zwielicht
- 1960: Das Märchenschloß
- 1960: Silvesterpunsch
- 1960: Ärzte
- 1960: Septemberliebe
- 1961: Der Traum des Hauptmann Loy
- 1961: Die Igelfreundschaft
- 1962: Königskinder
- 1963: Preludio 11
- 1963: Nackt unter Wölfen
- 1964: Alaskafüchse
- 1965: Lots Weib
- 1965: Die Söhne der großen Bärin
- 1970: Husaren in Berlin
- 1970: Verspielte Heimat
- 1971: Die gestohlene Schlacht
- 1972: Copernicus
- 1972: Die Schlüssel
- 1973: Die Hosen des Ritters von Bredow
- 1973: Wie füttert man einen Esel
- 1975: Unser stiller Mann
- 1981: Zwei Zeilen, kleingedruckt
- 1981: Peters Jugend
- 1983: Nachhilfe für Vati (TV)
- 1984: Paulines zweites Leben (TV)